# Catogenus asper
Catogenus asper is een keversoort uit de familie Passandridae. De wetenschappelijke naam van de soort is voor het eerst geldig gepubliceerd in 1989 door Slipinski.